# Wijken en buurten in Naarden
De voormalige Nederlandse gemeente Naarden is voor statistische doeleinden onderverdeeld in wijken en buurten. De gemeente is verdeeld in de volgende statistische wijken:
- Wijk 00 (CBS-wijkcode:042500)

Een statistische wijk kan bestaan uit meerdere buurten. Onderstaande tabel geeft de buurtindeling met kentallen volgens het Centraal Bureau voor de Statistiek (2008):
| CBS-buurtcode | Buurtnaam               | Inwonertal | Opp. totaal (ha) | Opp. land (ha) | Ligging                |
| ------------- | ----------------------- | ---------- | ---------------- | -------------- | ---------------------- |
| BU04250001    | Naarden-Vesting         | 1520       | 92               | 58             | Locatie in de gemeente |
| BU04250002    | Tuindorp Keverdijk      | 3750       | 88               | 80             | Locatie in de gemeente |
| BU04250003    | Naarderbos              | 500        | 72               | 57             | Locatie in de gemeente |
| BU04250004    | Industriepark Naarden   | 20         | 46               | 45             | Locatie in de gemeente |
| BU04250006    | Oranje Nassaupark Noord | 650        | 24               | 22             | Locatie in de gemeente |
| BU04250007    | Oranje Nassaupark Zuid  | 1710       | 41               | 40             | Locatie in de gemeente |
| BU04250008    | Ministerpark            | 2440       | 44               | 43             | Locatie in de gemeente |
| BU04250009    | Beethovenpark           | 1580       | 116              | 110            | Locatie in de gemeente |
| BU04250010    | Rembrandtpark           | 2160       | 54               | 52             | Locatie in de gemeente |
| BU04250011    | Bos van Bredius         | 330        | 69               | 67             | Locatie in de gemeente |
| BU04250012    | Valkeveen               | 510        | 915              | 886            | Locatie in de gemeente |
| BU04250013    | Naardermeer             | 60         | 810              | 629            | Locatie in de gemeente |
| BU04250055    | Bedrijvenpark Gooimeer  | 0          | 19               | 19             | Locatie in de gemeente |
| BU04250065    | Vierhoven               | 940        | 14               | 13             | Locatie in de gemeente |
| BU04250085    | Zuid-West III           | 960        | 20               | 18             | Locatie in de gemeente |